# الحركة المناهضة للطاقة النووية في ألمانيا

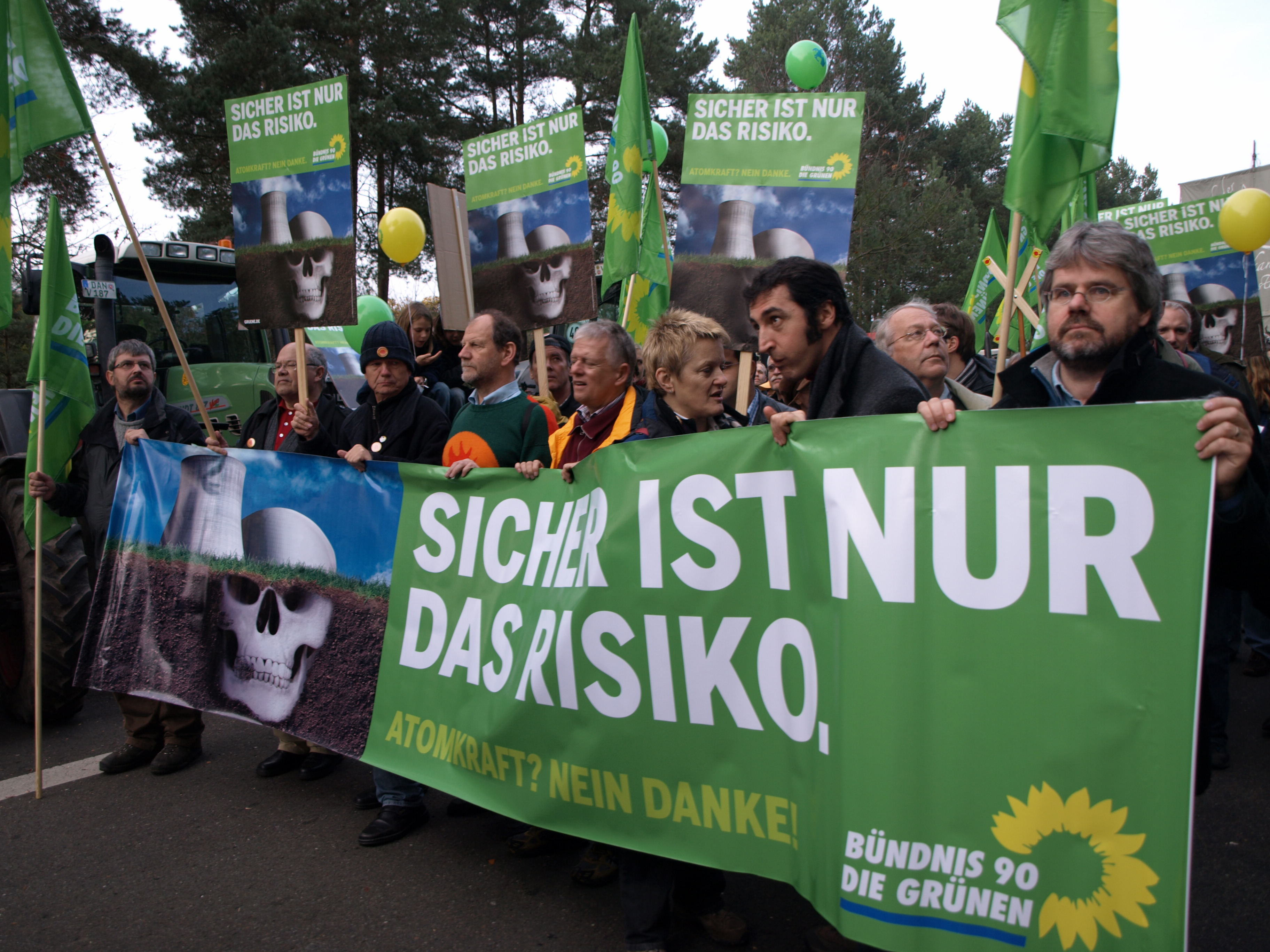
احتجاج ضد الأسلحة النووية بالقرب من مركز التخلص من النفايات النووية في شمال ألمانيا، في 8 نوفمبر 2008

تم إعلان إغلاق ثمانية مفاعلات للطاقة النووية الألمانية

الحركة المناهضة للطاقة النووية في ألمانيا إن الحركة المناهضة للأسلحة النووية في ألمانيا لها تاريخ طويل يعود إلى أوائل سبعينيات القرن الماضي عندما حالت مظاهرات كبيرة دون إنشاء محطة نووية في ويل.

## نبذة
كانت احتجاجات ويل مثالاً على قيام مجتمع محلي بتحدي الصناعة النووية من خلال إستراتيجية العمل المباشر والعصيان المدني. تم اتهام الشرطة باستخدام وسائل عنيفة. لقد ألهم النجاح المضاد للأسلحة النووية في ويل المعارضة النووية في جميع أنحاء ألمانيا، وفي أجزاء أخرى من أوروبا، وفي أمريكا الشمالية. بعد سنوات قليلة، تظاهرت الاحتجاجات ضد قرار الناتو الثنائي المسار في ألمانيا وتلاه تأسيس حزب الخضر.

## الأحداث
في عام 1986 تمت تغطية أجزاء كبيرة من ألمانيا بالتلوث الإشعاعي الناتج عن كارثة تشيرنوبيل، وقد بذل الألمان جهودًا كبيرة للتعامل مع التلوث. تم تعزيز موقف ألمانيا المناهض للأسلحة النووية. من منتصف التسعينيات فصاعدًا حيث كانت الاحتجاجات المناهضة للأسلحة النووية موجهة أساسًا ضد عمليات نقل النفايات المشعة في حاويات.
في سبتمبر 2010 عادت سياسة الحكومة الألمانية نحو الطاقة النووية، مما أحدث بعض المشاعر المعادية للنووية في برلين وخارجها. في 18 سبتمبر 2010 حاصر عشرات الآلاف من الألمان مكتب المستشارة أنجيلا ميركل. في أكتوبر 2010 احتج عشرات الآلاف من الناس في ميونيخ. في نوفمبر 2010 كانت هناك احتجاجات عنيفة ضد قطار يحمل النفايات النووية المعاد معالجتها.
في غضون أيام من كارثة فوكوشيما دايتشي النووية في مارس 2011، وقعت احتجاجات كبيرة ضد الأسلحة النووية في ألمانيا. المستشارة أنجيلا ميركل على الفور «فرضت وقفا لمدة ثلاثة أشهر على التمديدات المعلنة سابقا لمحطات الطاقة النووية الحالية في ألمانيا، في حين أغلقت 7 من المفاعلات من أصل 17 مفاعل كانت تعمل منذ عام 1981».
استمرت الاحتجاجات وفي 29 مايو 2011 أعلنت حكومة ميركل أنها ستغلق جميع محطات الطاقة النووية بحلول عام 2022. نظمت كارثة فوكوشيما النووية مظاهرات مناهضة للاحتفال بالذكرى السنوية الأولى في ألمانيا في مارس 2012. ويقول المنظمون إن أكثر من 50000 شخص في ست مناطق شاركوا فيها.

## السنوات الأولى
احتوت المنشورات الألمانية في خمسينيات القرن العشرين وستينياته نقدًا لبعض سمات الطاقة النووية بما فيها سلامتها. صُنِّف التخلص من النفايات النووية على أنه مشكلة كبرى، وترافق ذلك مع قلق عام عُبِّر عنه علنًا في بداية عام 1954. في عام 1964، ذهب أحد المؤلفين إلى حد القول «إن مخاطر وتكاليف التخلص النهائي من النفايات النووية قد يجعل من المهم التخلي عن تطوير الطاقة النووية».
في بداية ستينيات القرن العشرين، كان هناك مقترح لبناء محطة طاقة نووية غرب برلين، لكن المشروع توقف عام 1962. كانت هناك محاولة أخرى لوضع مفاعل في مدينة كبيرة عام 1967 عندما خططت شركة باسف (تعني معمل الأنيلين والصودا، وهي شركة كيميائية ألمانية تعتبر أكبر شركة كيميائية في العالم) لبناء محطة طاقة نووية على أرضها في لودفيغشافين لتوفير عملية البخار. في النهاية، سُحِب المشروع من قبل شركة باسف.
ذُكِرت قرية ويل الصغيرة، التي تقع خارج منطقة كايسرشتول لزراعة الكروم في الزاوية الجنوبية الغربية من ألمانيا، لأول مرة عام 1971 كموقع محتمل لمحطة طاقة نووية. في السنوات التالية، ظهرت معارضة محلية شديدة، لكن لم يكن لها سوى تأثير قليل على السياسيين وواضعي الخطط. أُعطِي الإذن الرسمي للبدء بهذا المصنع وبدأت الأعمال الأرضية في 17 فبراير 1975. في 18 فبراير، احتل السكان المحليون بشكل عفوي هذا الموقع وأبعدهم رجال الشرطة بالقوة بعد ذلك بيومين. ساعدت التغطية التلفزيونية لمزارعين وزوجاتهم تجرهم الشرطة بعيدًا عبر الوحل في تحويل الطاقة النووية إلى قضية وطنية كبرى. أدينت المعاملة القاسية على نطاق واسع، وزادت من تصميم مزارعي الكروم ورجال الدين وآخرين. رفض بعض رجال الشرطة المحليون المشاركة في هذا الحدث.
أتى الدعم اللاحق من مدينة فرايبورغ الجامعية القريبة. في 23 فبراير، أعاد نحو 30,000 شخص احتلال موقع ويل، وتركت حكومة الولاية خطط إبعادهم نظرًا للعدد الهائل المشترك واحتمال حدوث المزيد من الدعاية السلبية. في 21 مارس 1975، سحبت محكمة إدارية رخصة بناء المصنع. لم يُبنَ المصنع قط، وأصبحت الأرض أخيرًا محمية طبيعية.
خلق احتلال ويل جدلًا وطنيًا شديدًا. تركز في البداية على تعامل حكومة الولاية مع الأمر وسلوك الشرطة تجاه الموضوع، لكنت أثير أيضًا موضوع الاهتمام بالقضايا النووية. شجعت تجربة ويل تشكل مجموعات عمل مدنية قرب المواقع النووية الأخرى المُخطَط لها. هكذا نشأت الحركة المناهضة للطاقة النووية في ألمانيا. ألهم النجاح الحركة المناهضة للطاقة النووية في ويل المعارضة النووية في باقي أوروبا وأمريكيا الشمالية.

## احتجاجات أخرى
في عامي 1976 و1977، حدثت مظاهرات حاشدة في كالكار، موقع أول مفاعل استنسال سريع في ألمانيا، وفي بروكدورف، في شمال هامبورغ. كانت بعض هذه المظاهرات، والتي كانت تبدأ دائمًا بشكل سلمي، تُنظّم من قبل الاتحاد العالمي لحماية الحياة. كانت الظروف في بروكدورف مشابهه لتلك التي في ويل، وكان سلوك الشرطة فيها أمرًا حاسمًا مرة أخرى:
أسرعت السلطات في عملية الترخيص، وشغل رجال الشرطة الموقع قبل ساعات من إعطاء إذن البناء كي تمنع تكرار ما حدث في ويل. تعرض المتظاهرون الذين حاولوا دخول الموقع بعد ذلك بأيام لمعاملة قاسية، وساعد كل ذلك في توطيد موقف الجمهور المعارض.
في فبراير 1977، أعلن رئيس وزراء سكسونيا السفلى، إرنست ألبرشت من الاتحاد الديمقراطي المسيحي، أن مناجم الملح في غورليبين ستستخدم لتخزين نفايات إشعاعية. نظم السكان المحليون ومعارضو الطاقة النووية احتجاجات جديدة وحضر نحو 20,000 شخص أول مظاهرة كبيرة في غورليبين في 12 مارس 1977. استمرت الاحتجاجات حول غورليبين لعدة سنوات، وفي عام 1979، أعلن رئيس الوزراء أن خطط إنشاء مصنع نفايات نووية في غورليبين كانت مستحيلة التنفيذ لأسباب سياسية.
في عام 1980، اقترحت لجنة البوندستاغ (المجلس التشريعي الاتحادي) «تغييرًا نموذجيًا في سياسة الطاقة بعيدًا عن الطاقة النووية». ساهم ذلك في حدوث انتقال كبير في الرأي العام الألماني، وتكوين حزب الخضر، وانتخابه للبوندستاغ الألماني عام 1983.
في بداية ثمانينات القرن العشرين، أدت خطط بناء مصنع لإعادة معالجة الوقود النووي في مدينة فاكرزدورف البافارية إلى حدوث احتجاجات كبيرة. عام 1986، واجهت شرطة ألمانيا الغربية متظاهرين مسلحين بمقاليع وعصي وقنابل مولتوف في موقع مصنع إعادة المعالجة النووية في فاكرزدورف. تُرِكت خطط المصنع عام 1988. ما زال من غير الواضح إن كانت الاحتجاجات أو اقتصاديات المصنع هي التي أدت إلى هذا القرار.
عام 1981، حدثت أكبر مظاهرة مناهضة للطاقة النووية احتجاجًا على بناء مصنع بروكدورف للطاقة النووية على ساحل بحر الشمال غربي هامبورغ. وقف 100,00 شخصًا وجهًا لوجه أمام 10,000 شرطي. جرح المتظاهرون المسلحون بقنابل الغازولين العصي والحجارة 21 شرطي. بدأ المصنع بالعمل في أكتوبر عام 1986 ومن المقرر إغلاقه في عام 2018.